# Додзикко
Додзикко (яп. ドジっ娘) — в терминологии субкультуры отаку чрезвычайно неуклюжая девушка («додзи» на японском означает «промах», «оплошность»). Додзикко используется в качестве стандартного типажа в японских легких романах, аниме и манге.

Wikipe-тан собирает 3D-головоломку.

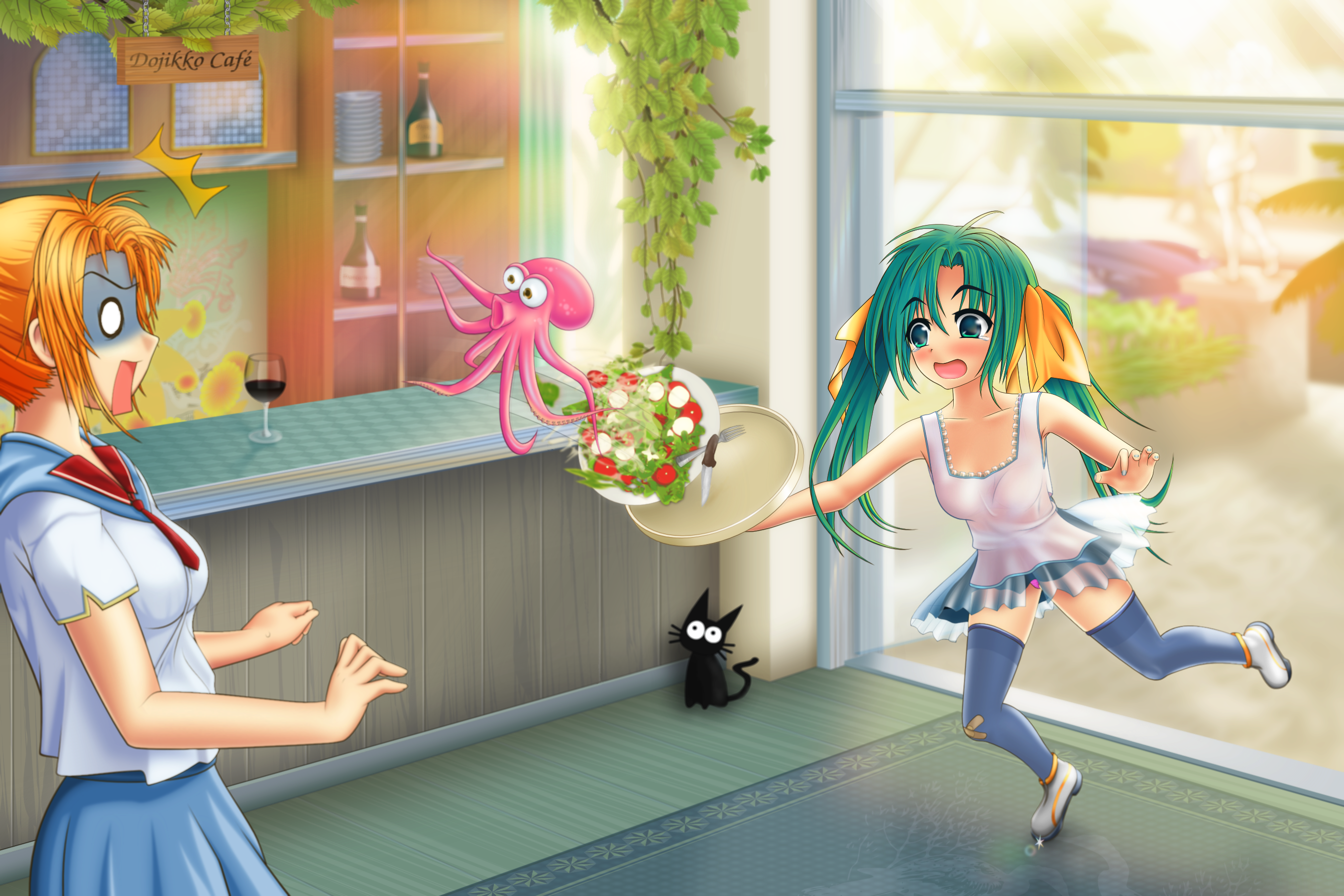
Додзикко несёт поднос.

Слово также можно записать как «ドジっ子». При таком написании оно может относиться и к персонажам мужского пола.
Как правило, такая девушка красива и привлекательна или так мила, невинна и безвредна, что читателю/зрителю она должна быть симпатична. С ней опять и опять случаются неприятности в повседневной активности и в школе, как, например, при работе по дому, участии в спортивных соревнованиях, даже просто во время ходьбы. Она часто падает, врезается во что-нибудь или спотыкается о самые низкие препятствия. Несмотря на то, что она досадует и раздражается из-за своих несчастий, додзикко всегда показывает свою лучшую сторону и сожалеет, что доставляет другим неудобства и устраивает беспорядок. Среди примеров происходящих с додзикко неуклюжих ситуаций: поскользнулась на лестнице, опрокинула напиток, разбила тарелку во время обслуживания клиентов, а также другая подобная буффонада.
Хотя в аниме, компьютерных играх и другие произведениях, являющихся частью субкультуры отаку, милая неуклюжесть является одним из атрибутов персонажей в стиле моэ, предназначенных для того, чтобы в них влюблялась мужская аудитория, главные герои сёдзё-манги (то есть манги для девушек) также часто додзикко; примерами являются Хироми Ока в Aim for the Ace! и Усаги Цукино в Sailor Moon.
Влечение к персонажам-додзикко называется додзикко-моэ (яп. ドジっ娘萌え).